# Arroyo Cuyín Manzano
Arroyo Cuyín Manzano är ett periodiskt vattendrag i Argentina.   Det ligger i provinsen Neuquén, i den sydvästra delen av landet, 1 300 kilometer sydväst om huvudstaden Buenos Aires.
Omgivningen kring Arroyo Cuyín Manzano är i huvudsak öppet busklandskap och området är nästan obefolkat, med mindre än två invånare per kvadratkilometer.